# JR俊徳道駅
JR俊徳道駅（ジェイアールしゅんとくみちえき）は、大阪府東大阪市永和一丁目にある西日本旅客鉄道（JR西日本）おおさか東線の駅。駅番号はJR-F11。住所は東大阪市に位置するが、乗車券の取り扱いは大阪市内に含む。

## 概要
放出駅が統括管理する業務委託駅で、JR西日本交通サービスが駅業務を受諾している。

### 信号場
おおさか東線は城東貨物線（片町線貨物支線）を旅客化したものであるが、旅客化工事に際して複線化・高架化を同時に行っているため、実質的には新線建設に近いものであった。
2007年末に放出駅 - 久宝寺駅間で新線（おおさか東線）の試運転が開始され、そのために現在のJR俊徳道駅の南側、近鉄大阪線の高架をくぐった先に旧線から新線への渡り線が設置された。
この分岐は俊徳道信号場と呼ばれ、正覚寺信号場の使用が開始されるまでの4ヶ月弱の間使用された。

## 歴史
- 2007年（平成19年）
  - 8月23日：駅名を「JR俊徳道駅」に決定。仮駅名は「俊徳道駅」であった[3]。
  - 12月16日：放出駅方の複線化に伴い俊徳道信号場開設。
- 2008年（平成20年）
  - 3月8日：俊徳道信号場 - 正覚寺信号場間の複線化に伴い俊徳道信号場廃止。
  - 3月15日：城東貨物線（おおさか東線）の旅客線化と同時にJR俊徳道駅が開業。大阪環状・大和路線運行管理システムを先行導入。
- 2018年（平成30年）3月17日：駅ナンバリングが導入される。
- 2019年（平成31年）
  - 3月16日：おおさか東線全線開業に伴い、大阪市内の駅に編入[4]。
  - 3月28日：駅前広場供用開始[5]。

## 駅構造
島式ホーム1面2線を有する高架駅で、ホーム長は8両編成まで対応。切符の販売窓口は有していないが、みどりの券売機がコンコースに設置されている。有人改札口にはインターホンが設置されており、無人時間帯はコールセンターが対応し自動改札機を遠隔制御している。
バリアフリ―対応の設備として多目的トイレのほか、エレベーターとエスカレーターを有する。

### のりば
| のりば | 路線         | 行先                   |
| ------ | ------------ | ---------------------- |
| 1      | おおさか東線 | 放出・新大阪・大阪方面 |
| 2      | おおさか東線 | 久宝寺方面             |

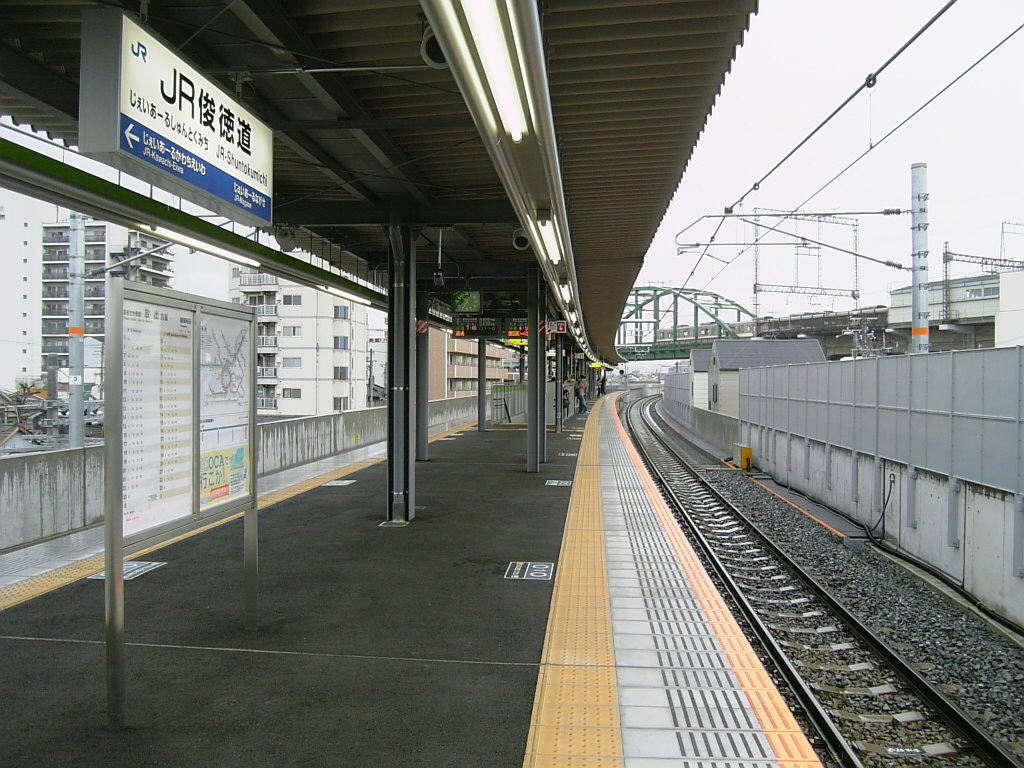
ホーム
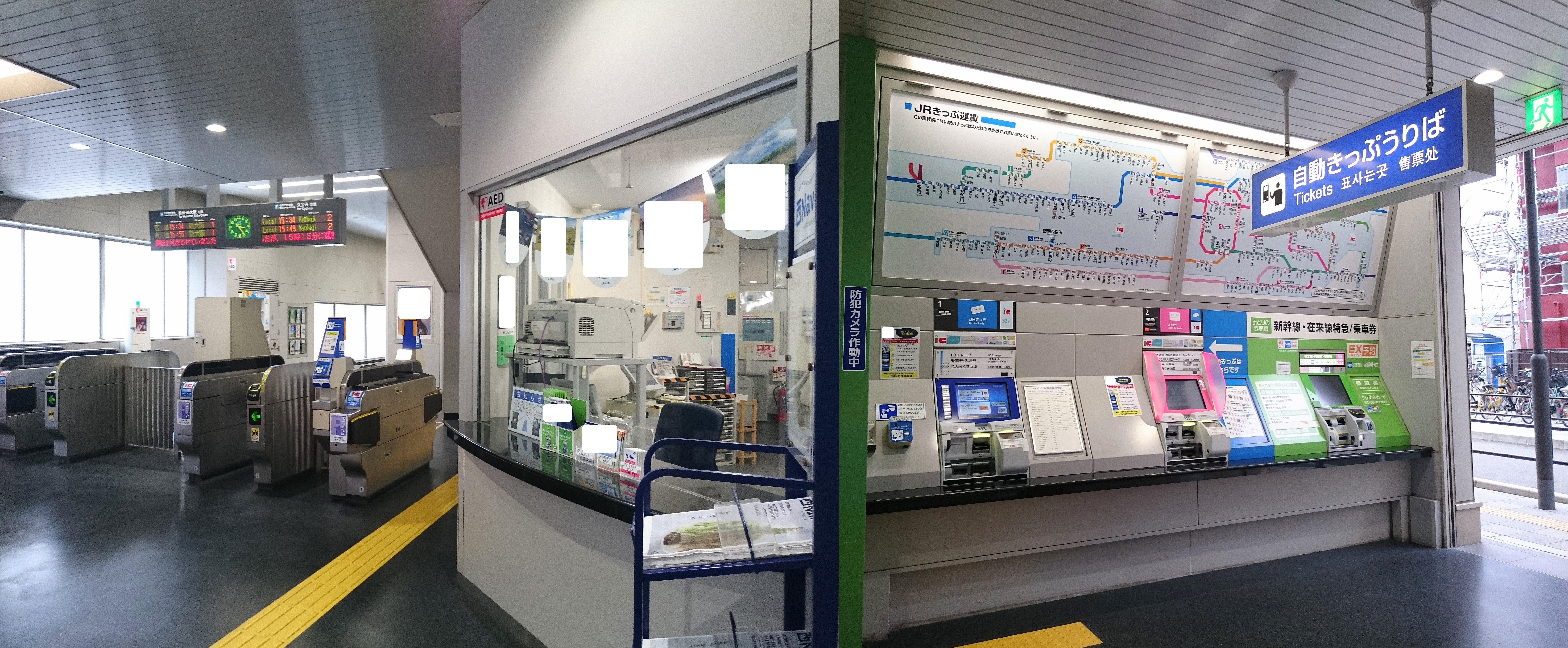
コンコース

## 利用状況
2023年（令和5年）度の1日平均乗車人員は6,090人である。
開業後の1日平均乗車人員は以下の通りである。
| 年度               | 1日平均 乗車人員 | 出典     |
| ------------------ | ---------------- | -------- |
| 2008年（平成20年） | 2,513            | [ * 1 ]  |
| 2009年（平成21年） | 2,908            | [ * 2 ]  |
| 2010年（平成22年） | 3,101            | [ * 3 ]  |
| 2011年（平成23年） | 3,236            | [ * 4 ]  |
| 2012年（平成24年） | 3,449            | [ * 5 ]  |
| 2013年（平成25年） | 3,674            | [ * 6 ]  |
| 2014年（平成26年） | 3,756            | [ * 7 ]  |
| 2015年（平成27年） | 3,901            | [ * 8 ]  |
| 2016年（平成28年） | 3,974            | [ * 9 ]  |
| 2017年（平成29年） | 4,074            | [ * 10 ] |
| 2018年（平成30年） | 4,197            | [ * 11 ] |
| 2019年（令和元年） | 5,201            | [ * 12 ] |
| 2020年（令和02年） | 4,054            | [ * 13 ] |
| 2021年（令和03年） | 4,747            | [ * 14 ] |
| 2022年（令和04年） | 5,585            | [ * 15 ] |
| 2023年（令和05年） | 6,090            | [ * 16 ] |

## 駅周辺
駅のすぐ隣に近鉄俊徳道駅があり、当駅～近鉄間には屋根が整備されており、相互駅間での乗り換えが可能である（連絡運輸は行っていない）。

## 隣の駅

### 俊徳道信号場
西日本旅客鉄道（JR西日本）
片町線（貨物支線）
放出駅 - 俊徳道信号場 - （蛇草信号場） - 平野駅

### JR俊徳道駅
西日本旅客鉄道（JR西日本）
 おおさか東線
■直通快速
通過
■普通
JR河内永和駅 (JR-F10) - JR俊徳道駅 (JR-F11) - JR長瀬駅 (JR-F12)

### 記事本文